# باتاگواسو
باتاگواسو (به پرتغالی: Bataguassu) یک منطقهٔ مسکونی در برزیل است که در ماتوگروسو جنوبی واقع شده‌است. باتاگواسو ۲٬۴۱۷ کیلومتر مربع مساحت و ۲۳٬۳۲۵ نفر جمعیت دارد.